# Portrait de Bianca degli Utili Maselli et de ses enfants
Portrait de Bianca degli Utili Maselli et de ses enfants – en italien Ritratto della famiglia Maselli – est un tableau réalisé vers 1604-1605 par la peintre italienne Lavinia Fontana. De format horizontal, cette huile sur toile est un portrait de famille qui représente Bianca degli Utili Maselli entourée de six de ses enfants, cinq garçons et sa fille Verginia. Tous très richement parés de vêtements brodés rehaussés par une fraise en dentelle, ils portent chacun un attribut symbolique, parmi lesquels une plume, une coupe de figues ou un chardonneret. Achetée en 2024, l'œuvre est conservée par les musées des Beaux-Arts de San Francisco au Legion of Honor, à San Francisco, en Californie, aux États-Unis.